# Договор Де Гаспери — Грубера
Договор Де Гаспери — Грубера (нем. Gruber-De-Gasperi-Abkommen, итал. Accordo De Gasperi-Gruber), также известный как Парижское соглашение, — договор, заключенный 5 сентября 1946 года в Париже во время работы Мирной конференции. Назван по именам тогдашних министров иностранных дел Италии (Альчиде де Гаспери) и Австрии (Карл Грубер). Данный договор заключался с целью решения проблемы защиты немецкого языкового меньшинства Трентино-Альто-Адидже.

## Исторический контекст
После Первой мировой войны по Сен-Жерменскому договору Италия получила регион Трентино-Альто-Адидже, который, хотя географически и относился к Апеннинскому полуострову, был населен главным образом германоязычным населением (это касается прежде всего Южного Тироля, но также и в Трентино были и остаются небольшие немецкоязычные общины). Фашистское правительство предприняло ряд мер, направленных на рационализацию населения. Использование немецкого языка в общественных местах и его преподавание были запрещены. Дальнейшие меры, такие как обязательство по итальянизации фамилий, были направлены на притеснение немецкой этнической и культурной самобытности. Также были приняты специальные военные меры (строительство Альпийской стены в Южном Тироле). В регионе была проведена и массовая индустриализация. К этому была добавлена демографическая политика фашистов, кульминацией которой стало опционное соглашение с Германией по Южному Тиролю (частично это затронуло и Трентино), в результате чего германоязычное население стало массово выезжать из страны в нацистскую Германию.
Во время Второй мировой войны Трентино и Южный Тироль были оккупированы германскими войсками, которых многие немецкоязычные жители приветствовали в качестве освободителей, причем сопротивление их было весьма ограниченным. Во время нацистской оккупации произошли серьёзные преступления, которые затронули все языковые группы. Многие южнотирольцы и жители Трентино были завербованы или зачислены в два подразделения, обслуживающих вермахт: эсэсовский полк «Боцен» и корпус безопасности Трентино.
После окончания войны германоязычное население, ладины и часть населения Трентино, надеялись вновь воссоединиться с Австрией. Было собрано 155 000 подписей местных жителей, представленных австрийскому правительству, которое настаивало на референдуме.
Как только данная идея была отвергнута, с одобрения союзников, несмотря на сопротивление Советского Союза, который осуществлял депортацию немцев из Восточной Европы, было достигнуто соглашение с Италией, которая оказалась побежденной в результате войны, и Австрией, страной, тесно связанной с событиями в нацистской Германии.
Текст соглашения был приложен к Мирному договору с Италией от 10 февраля 1947 года с формулировкой «союзные и ассоциированные державы приняли к сведению соглашения …, согласованные австрийским и итальянским правительством 5 сентября 1946 года». Таким образом, просьба Де Гаспери представить соглашение как необходимое обязательство Италии и обязанность Карла Грубера создать международную гарантию его выполнения были исполнены.
Договор был инициирован Италией, которая восстановила официальное использование немецкого языка, его преподавание, вновь ввела германские топонимы и позволила вернуть выбор по возвращению на малую родину даже тем, кто пошел на компромисс с нацизмом.
Однако в некоторых австрийских и тирольских кругах не было намерения признать сохранение Трентино-Альто-Адидже в составе Италии, подтвержденное договором, что подчеркивает «неотъемлемые права Австрии на юг Тироля». В результате претензий Австрии в 1960 году была принята резолюция 1497 Генеральной Ассамблеи Организации Объединённых Наций, а год спустя — резолюция 1661 Генеральной Ассамблеи Организации Объединённых Наций.

## Цитаты
|             | Я знаю своих сограждан ... Чем больше свободы вы им предоставите, тем больше они будут использовать ее и злоупотреблять ею (..) Все автономии, которые вы, итальянцы, предоставите им, при всей доброй воле к сотрудничеству с ними будут иметь столько негативных последствий, что они повернутся против вас. Постепенно в контексте законности, которую вы сами восстановили, свободы, которую вы предоставили южнотирольцам, положение итальянцев в Южном Тироле станет неустойчивым. |
| Карл Грубер | |

## Текст договора
Парижское соглашение от 5 сентября 1946 года
1. Немецкоязычному населению провинции Больцано и соседних двуязычных муниципалитетов провинции Тренто будет гарантировано полное равенство прав по отношению к италоязычному населению в рамках специальных положений, направленных на защиту этнического характера и культурного и экономического развития немецкоязычного населения.
В соответствии с законами, уже вступившими в силу или готовящимися к изданию, немецкоязычному населению будет предоставлено:
1. начальное и среднее обучение на родном языке;
2. равенство итальянского и немецкого языков в государственных учреждениях и официальных документах, а также в топографической двуязычной деноминации;
3. право на восстановление немецких фамилий, которые были итальянизированы за последние несколько лет;
4. равные права в отношении приема в государственные органы власти с целью достижения более адекватной доли двух этнических групп в сфере занятости.

2. Населению вышеупомянутых областей предоставляется осуществление автономной региональной законодательной и исполнительной власти, в рамках которой будут применяться эти положения, путем консультаций с местными представительными элементами немецкого языка.
3. Итальянское правительство для установления добрососедских отношений между Австрией и Италией по согласованию будет сотрудничать с австрийским правительством и в течение одного года после подписания этого договора:
1. в духе справедливости и широкого понимания рассмотреть вопрос о вариантах гражданства, возникший в результате соглашений между Гитлером и Муссолини 1939 года;
2. прийти к соглашению о взаимном признании действительности некоторых университетских степеней и дипломов;
3. заключить соглашение о свободном перемещении людей и товаров между Северным Тиролем и Восточным Тиролем как по железной дороге, так и, по мере возможности, автомобильным транспортом;
4. заключить специальные соглашения, предназначенные для содействия расширению приграничного торгового движения и местной торговли определёнными количествами необходимых товаров между Австрией и Италией.

Подпись: Грубер и Де Гаспери
5 сентября 1946 года